# Cleora toulgoetae
Cleora toulgoetae är en fjärilsart som beskrevs av Claude Herbulot 1961. Cleora toulgoetae ingår i släktet Cleora och familjen mätare. Inga underarter finns listade i Catalogue of Life.